# ピーター・ウィズ
ピーター・ウィズ（英語: Peter Withe、[wɪð]、1951年8月30日 - ）は、イングランドの元サッカー選手、現サッカー指導者。元イングランド代表。選手時代のポジションはFW。
選手としてはアストン・ヴィラFCで活躍し、1980-81シーズンのフットボールリーグ制覇に貢献した他、UEFAチャンピオンズカップ 1981-82の決勝戦では唯一の得点者となり、アストン・ヴィラFCの同杯制覇の立役者となった。監督としては主に東南アジアで活躍した。
氏名についてはピーター・ウィゼと記される事もある。

## 選手歴
1971年にサウスポートFCで選手となった。その後、バローAFCを経て南アフリカ共和国に渡った。1973年にウルヴァーハンプトン・ワンダラーズFCに移籍しイングランドに復帰した。
1975年にはアメリカ合衆国のポートランド・ティンバーズに移籍し1シーズンを過ごした。22試合で17得点7アシストと活躍し、クラブ設立初年度にして西地区1位の快挙を成し遂げる要となった。彼の得点への嗅覚はサポーターを虜にさせ、「狂喜のヘッダー」（The Mad Header）、「ヘディングの魔術師」（The Wizard of Nod）と云った愛称をつけられた。8月に行われたホームでのプレーオフ2戦では共に3万人以上の群衆が押しかけ、当時の最多動員数を記録した。サッカー・ボウル杯に進出したものの、8月24日のタンパ・ベイ・ローディーズに2-0で敗北した。
その後イングランドに戻りフットボールリーグ1のノッティンガム・フォレストFCで優勝を果たしたものの、1978年にニューカッスル・ユナイテッドFCに移籍した。移籍金は22万5000ユーロであった。
1980-81シーズンにはロン・サンダースが彼をアストン・ヴィラFCに加入させた。当時29歳であった彼は50万ユーロの移籍金で加入し、当時の最高移籍金額であった。初年度は36試合に出場し20得点、トッテナム・ホットスパーFCのスティーヴ・アーチボルドと並んで得点王に輝き、クラブもフットボールリーグ制覇を達成した。UEFAチャンピオンズカップ 1981-82では決勝戦にまで進出し、バイエルン・ミュンヘンから1得点を奪い、この1点が決勝点となり同杯制覇の快挙も成し遂げた。
1985年には突如シェフィールド・ユナイテッドFCに移籍。後にこの時について「選手生命で最大の悲愴であった」と彼は述懐した。その後、古巣のバーミンガム・シティFCへのレンタル移籍を経て、ハダースフィールド・タウンFCに移籍し、1991年にアストン・ヴィラFCに復帰、選手を引退した。

## 代表歴
イングランド代表としてはアストン・ヴィラFCに所属していた1981年から1985年にかけて選出され、11試合に出場した。彼はアストン・ヴィラFCの選手としては初めてFIFAワールドカップのイングランド代表に選出された（1982 FIFAワールドカップ）。

## 監督歴
1991年10月、当時の彼はアストン・ヴィラFCでリザーブチームの監督を務めていたが、レイ・ハーフォードがウィンブルドンFCの監督を辞した事によってウィンブルドンFCの監督に就任した。しかし、13試合で1勝と全く成績を残せず解雇、僅か105日の在任でユースチームの監督であったジョー・キンナーに取って代わられた。
その後、サッカータイ王国代表の監督に就任、ここで成功するとサッカーインドネシア代表の監督に就任、2007年1月18日まで務めた。タイ王国代表監督時代には東南アジアサッカー選手権で連覇、インドネシア代表監督としても優勝の経験もあったが、2007 東南アジアサッカー選手権では予選敗退に終わり、これが解任理由となった。なお、タイ王国代表監督時代には、アラブ首長国連邦代表戦で短パンを穿いていた事により入場禁止処分を下された事もあった。これについてタイサッカー協会は彼にスーツを着るように言ったと述べた。
2012年4月から11月にかけてはストックポート・スポーツFCの監督を務めた。

## 私生活
弟のクリス・ウィズ、息子のジェイソン・ウィズも元サッカー選手である。

## タイトル

### 選手

#### クラブ
ポートランド・ティンバーズ
- 北米サッカーリーグ: 1975

ノッティンガム・フォレストFC
- フットボールリーグ: 1977–78
- フットボールリーグカップ: 1977–78

アストン・ヴィラFC
- フットボールリーグ: 1980–81
- UEFAチャンピオンズカップ: 1981-82
- UEFAスーパーカップ: 1982

### 監督
タイ王国代表
- 東南アジアサッカー選手権: 2000, 2002

インドネシア代表
- 東南アジアサッカー選手権: 2004